# ロドリゴ・ロペス
ロドリゴ・ロペス・ムニョス（Rodrigo  López Muñoz, 1975年12月14日 - ）は、メキシコ・メヒコ州トラルネパントラ・デ・バス出身の元プロ野球選手（投手）。右投右打。

## 経歴
8歳の頃にフェルナンド・バレンズエラに憧れて野球を始める。1994年にメキシコ夏季リーグ "リーガ・メヒカーナ・デ・ベイスボル" でプロデビュー。1995年3月17日にサンディエゴ・パドレスと契約してアメリカ合衆国に渡る。2000年にメジャーデビューを果たし6試合に登板するが、翌2001年は右肩を痛めたためメジャーでの登板機会がなく、シーズン終了後の10月15日にFAとなった。
その後メキシコ冬季リーグ "リーガ・メヒカーナ・デル・パシフィコ" やカリビアンシリーズでの好投が認められ、2001年11月23日にボルチモア・オリオールズと契約。2002年、オリオールズはロペスを傘下のマイナーリーグAAA級で投げさせるつもりだったが、スプリングトレーニングでリリーフとして好投したため開幕メジャー入りさせる。4月下旬にロペスは不振のジョシュ・タワーズに代わって先発ローテーション入りし、「ロドリゴはおそらく、我々にとって最大の驚きだ」（マイク・ハーグローヴ監督）、「賭けで大当たりが出たようなものさ」（エド・ケネディ選手育成部門副社長特別補佐）と味方からも驚かれるほどの好投を続ける。7月には球団史上1979年5月のデニス・マルティネス以来となる月間6勝0敗を記録し、月間最優秀新人に選出された。最終的に新人選手としてリーグ最多の15勝を挙げ、新人王投票では2位となった。
その後は先発登板を中心に、毎年約35試合に登板し、開幕投手を3回（2003年、2005年 - 2006年）務めた。しかし2006年、この年からオリオールズの投手コーチに就任したレオ・マゾーニーに「早いカウントではファストボールでストライクを取れ」と指導されたことで、テンポよく打たせて取る自分の投球スタイルを見失う。最終的にリーグ最多敗戦・最多自責点を記録した。シーズン開幕前に行われた2006年のワールド・ベースボール・クラシックにはメキシコ代表として出場したが、米国戦と韓国戦の2試合に登板して2敗を喫している。
2007年1月12日にマイナーリーガー2人とのトレードで、コロラド・ロッキーズへ移籍した。同年、14試合登板に留まり、4月から5月にかけて右肘を痛め、6週間戦線を離脱。7月26日のロサンゼルス・ドジャース戦で腕を痛め、故障者リスト入りとなり、8月22日にトミー・ジョン手術を受けた。シーズン終了後の10月31日にFAとなった。
手術から1年後の2008年8月22日にアトランタ・ブレーブスと契約したが、メジャーに昇格することなくシーズンを終えた。2009年3月5日、フィラデルフィア・フィリーズとマイナー契約。アントニオ・バスタルドの故障者リスト入りによってメジャー昇格を果たし、7月3日のニューヨーク・メッツ戦で2年ぶりにメジャーで登板した。7試合の登板で防御率5.70の成績で9月8日に解雇された。12月16日にアリゾナ・ダイヤモンドバックスとマイナー契約を結んだ。
2010年は招待選手としてスプリングトレーニングに参加。6試合の登板で防御率1.64、WHIP0.91と好投し開幕メジャー入りを果たす。レギュラーシーズンでは200イニングを投げ4年ぶりに規定投球回に到達したが、両リーグ最多の37被本塁打と2度目のリーグ最多敗を喫した。11月1日にFAとなった。
2011年1月31日にブレーブスとマイナー契約を結び、5月26日にライアン・バクターとのトレードで、シカゴ・カブスへ移籍した。10月30日にFAとなった。
2012年1月19日にカブスと再契約した。11月3日にFAとなった。
2013年は第3回WBCメキシコ代表に選ばれた。1月22日にフィリーズとマイナー契約を結んだが、3月22日にフィリーズを解雇された。その後メキシカンリーグの古巣・メキシコシティ・レッドデビルズに加入した。メキシコシティでは15試合に登板し、4勝3敗・防御率5.49だった。

## 詳細情報

### 年度別投手成績
| 年 度     | 球 団     | 登 板 | 先 発 | 完 投 | 完 封 | 無 四 球 | 勝 利 | 敗 戦 | セ 丨 ブ | ホ 丨 ル ド | 勝 率 | 打 者 | 投 球 回 | 被 安 打 | 被 本 塁 打 | 与 四 球 | 敬 遠 | 与 死 球 | 奪 三 振 | 暴 投 | ボ 丨 ク | 失 点 | 自 責 点 | 防 御 率 | W H I P |
| --------- | --------- | ----- | ----- | ----- | ----- | -------- | ----- | ----- | -------- | ----------- | ----- | ----- | -------- | -------- | ----------- | -------- | ----- | -------- | -------- | ----- | -------- | ----- | -------- | -------- | ------- |
| 2000      | SD        | 6     | 6     | 0     | 0     | 0        | 0     | 3     | 0        | 0           | .000  | 120   | 24.2     | 40       | 5           | 13       | 0     | 0        | 17       | 0     | 0        | 24    | 24       | 8.76     | 2.15    |
| 2002      | BAL       | 33    | 28    | 1     | 0     | 0        | 15    | 9     | 0        | 0           | .625  | 809   | 196.2    | 172      | 23          | 62       | 4     | 5        | 136      | 2     | 1        | 83    | 78       | 3.57     | 1.19    |
| 2003      | BAL       | 26    | 26    | 3     | 1     | 0        | 7     | 10    | 0        | 0           | .412  | 663   | 147.0    | 188      | 24          | 43       | 6     | 10       | 103      | 2     | 1        | 101   | 95       | 5.82     | 1.57    |
| 2004      | BAL       | 37    | 23    | 1     | 1     | 1        | 14    | 9     | 0        | 3           | .609  | 714   | 170.2    | 164      | 21          | 54       | 2     | 2        | 121      | 4     | 1        | 71    | 68       | 3.59     | 1.28    |
| 2005      | BAL       | 35    | 35    | 0     | 0     | 0        | 15    | 12    | 0        | 0           | .556  | 918   | 209.1    | 232      | 28          | 63       | 1     | 7        | 118      | 5     | 1        | 126   | 114      | 4.90     | 1.41    |
| 2006      | BAL       | 36    | 29    | 0     | 0     | 0        | 9     | 18    | 0        | 0           | .333  | 847   | 189.0    | 234      | 32          | 59       | 2     | 4        | 136      | 6     | 1        | 129   | 124      | 5.90     | 1.55    |
| 2007      | COL       | 14    | 14    | 0     | 0     | 0        | 5     | 4     | 0        | 0           | .556  | 333   | 79.1     | 83       | 11          | 21       | 6     | 0        | 43       | 0     | 0        | 43    | 39       | 4.42     | 1.31    |
| 2009      | PHI       | 7     | 5     | 0     | 0     | 0        | 3     | 1     | 0        | 0           | .750  | 137   | 30.0     | 42       | 3           | 11       | 1     | 0        | 19       | 0     | 0        | 24    | 19       | 5.70     | 1.76    |
| 2010      | ARI       | 33    | 33    | 0     | 0     | 0        | 7     | 16    | 0        | 0           | .304  | 874   | 200.0    | 227      | 37          | 56       | 1     | 3        | 116      | 2     | 0        | 126   | 111      | 5.00     | 1.42    |
| 2011      | CHC       | 26    | 16    | 0     | 0     | 0        | 6     | 6     | 0        | 0           | .500  | 430   | 97.2     | 116      | 18          | 29       | 3     | 5        | 54       | 0     | 0        | 56    | 48       | 4.42     | 1.49    |
| 2012      | CHC       | 4     | 0     | 0     | 0     | 0        | 0     | 1     | 0        | 0           | .000  | 34    | 6.1      | 8        | 0           | 5        | 0     | 1        | 2        | 0     | 0        | 6     | 4        | 5.68     | 2.05    |
| MLB：11年 | MLB：11年 | 257   | 215   | 5     | 2     | 1        | 81    | 89    | 0        | 3           | .476  | 5879  | 1350.2   | 1506     | 202         | 416      | 26    | 37       | 865      | 21    | 5        | 789   | 724      | 4.82     | 1.42    |

- 各年度の太字はリーグ最高

### 獲得タイトル・表彰・記録
- ルーキー・オブ・ザ・マンス：1回 （2002年7月）

### 背番号
- 44 (2000年)
- 13 (2002年 - 2003年、2006年、2010年)
- 19 (2004年 - 2005年、2012年)
- 31 (2007年、2009年)
- 50 (2011年)

### 代表歴
- 2006 ワールド・ベースボール・クラシック・メキシコ代表
- 2009 ワールド・ベースボール・クラシック・メキシコ代表
- 2013 ワールド・ベースボール・クラシック・メキシコ代表